# Бериша (племе)
Вижте пояснителната страница за други значения на Бериша.
Бериша е албанско католическо племе (фис) от района на Пука, Северна Албания. Бериша е едно от най-старите документирани албански племена, разпространено широко в Северна Албания, Косово и Северна Македония.
Племенната територия на Бериша граничи с тази на Душмани и Топлана на запад, Бугьони на север, Ибалия на изток и Кабаши на юг.
По време на османското владичество семейства от Пука се заселват в части от Тропоя, някои райони на Косово и Скопска Църна гора в Македония. След XVII век тези клонове приемат исляма.
Фамилното име Бериша е често срещано в Пука, Тропоя и Косово.